# اسفندان (کهگیلویه)
اسفندان (کهگیلویه)، روستایی از توابع بخش دیشموک شهرستان کهگیلویه در استان کهگیلویه و بویراحمد ایران است.

## جمعیت
این روستا در دهستان بهمئی سرحدی غربی قرار دارد و براساس سرشماری مرکز آمار ایران در سال ۱۳۹۵، جمعیت آن ۹۵۲ نفر (۱۹۴خانوار) بوده‌است.